# Joanna Dark
Joanna Dark es un personaje ficticio y la protagonista principal de la serie de videojuegos Perfect Dark. Debutó en Nintendo 64 shooter en primera persona Perfect Dark y es un personaje jugador en todos los juegos de la serie. Fuera de los videojuegos, Joanna aparece como el personaje principal en todas las novelas y cómics de Perfect Dark. Joanna es una agente del ficticio Instituto Carrington, donde se le dio el nombre en clave "Perfect Dark" en honor a su desempeño impecable en las pruebas de entrenamiento.
Joanna Dark fue concebida originalmente por el diseñador de videojuegos Martin Hollis, quien se inspiró en varias heroínas ficticias como la agente Dana Scully del FBI de la serie de televisión The X-Files, y la femme fatale homónima de la película La Femme Nikita, entre otras. Su modelo Perfect Dark Zero fue rediseñado por el artista de manga Wil Overton. Joanna Dark es uno de los personajes más conocidos de Rare y ha aparecido en varias "listas principales" de los medios de videojuegos.

## Diseño de personaje
Joanna Dark fue concebida originalmente por Martin Hollis, el director y productor de GoldenEye 007 y Perfect Dark, antes de dejar Rare en 1998. Hollis explicó que la sugerencia de tener una protagonista femenina en un shooter en primera persona se inspiró en Kim Kimberly, la protagonista de los dos primeros juegos de la trilogía Silicon Dreams de Level 9 Computing, donde el jugador experimenta el impacto de descubrir que es una mujer bastante tarde en el primer juego. También sintió que debería haber más juegos con protagonistas femeninas. Según él, "habiendo hecho un juego protagonizado por un hombre, parecía lógico crear uno alrededor de una mujer".
El diseño de Joanna estuvo influenciado por varias heroínas ficticias, incluida la seductora espía Agente X-27 en la película de 1930 Dishonored, la agente del FBIDana Scully de la serie de televisión The X-Files, y la femme fatale del mismo nombre de la película La Femme Nikita, a quien Hollis describe como "icónico, heroico, independiente, vulnerable y muy dañado". Su corte de pelo y rasgos faciales se inspiraron en la actriz Winona Ryder. El nombre "Joanna Dark" fue tomado de la pronunciación francesa de Juana de Arco como "Jeanne d'Arc". Hollis reveló que "querían que fuera bastante normal, no con apariencia de supermodelo, tal vez un poco andrógina". Joanna usa un atuendo diferente a lo largo del juego, una decisión para hacerla "intrínsecamente a la moda". Un vestido negro que lleva Joanna tiene la imagen de un dragón de Killer Instinct. En Perfect Dark, Eveline Fischer, una compositora de música de videojuegos que trabajaba en Rare, le dio la voz.
En Perfect Dark Zero, Joanna fue rediseñada por el artista manga Wil Overton. Overton agregó más elementos distintivos, incluyendo un tatuaje de estrella en el lado izquierdo de su cuello, una raya rubia en su cabello y un contorno entrecortado en su peinado. Su cabello también cambió de corto y rojo a largo hasta los hombros y naranja. Hollis dijo que si bien le gustaba el nuevo concepto de trabajo, no podía imaginar por qué ella usaría el naranja. Según él, "No es característico. Aparte del problema práctico de ser un faro para las balas, los agentes secretos no visten de naranja por una buena razón". El proceso para el diseño de su personaje pasó por varias alteraciones. Las imágenes del concepto inicial fueron recibidas con mucha burla entre los fanáticos que criticaron la nueva apariencia de manga de Joanna. En respuesta, los desarrolladores optaron por atenuar algunos de los aspectos más estilizados del diseño, llegando finalmente a una apariencia más realista. Para la secuela cancelada "Perfect Dark Core", Dark se modificó para adaptarse a la atmósfera realista del juego, describiéndose como una versión de "fumar y coquetear".

## Atributos
Joanna es descrita como una tiradora altamente calificada, una letal luchadora cuerpo a cuerpo y una experta piloto y conductora. Ella tiene reflejos increíbles y una habilidad para olfatear problemas. Sus habilidades técnicas incluyen conectar una carga, forzar una cerradura o hackear un sistema básico. También tiene una habilidad innata para mantener una identidad falsa, lo que la hace ideal para operaciones encubiertas. En las novelas Perfect Dark, se revela que ella es increíblemente perdurable; en un caso, después de recibir un disparo, continuó con su misión a pesar de que la herida empeoró, se abrió varias veces y desarrolló una infección. Es capaz de tener una ira profunda y destructiva y, a menudo, carece de la disciplina para controlar su temperamento. Esto a veces la lleva a emprender acciones imprudentes y desacertadas.
Joanna se describe como curiosa por naturaleza. No confía fácilmente en las personas, especialmente en aquellas que están asociadas con las corporaciones. Ella está notablemente bien adaptada y contenta de vivir cada día como viene. Es una ávida seguidora y jugadora no profesional de DeathMatch VR, un programa simulador de combate que permite a las personas enfrentarse entre sí en arenas virtuales. También disfruta de una variedad de actividades de aventura, que incluyen escalada en roca, parkour y bicicleta de tierra. Se representa a Joanna con cabello rojo largo hasta los hombros, con una raya rubia distintiva que fue el resultado de una peculiaridad genética. Ella tiene ojos azules brillantes y profundos. Ella tiene una tez pálida y una constitución esbelta y atlética. Su modelo de Perfect Dark Zero revela la presencia de un tatuaje de estrella en el lado izquierdo de su cuello, que se hizo mientras estaba en Hong Kong cuando cumplió dieciséis años.

## Apariciones

### En videojuegos
La primera aparición de Joanna es en el título de Nintendo 64 Perfect Dark, lanzado en 2000. En el juego, Joanna es una agente del ficticio Instituto Carrington, donde se le dio el nombre en clave "Perfect Dark" en honor por su desempeño impecable en las pruebas de entrenamiento. En su primera misión, la envían a extraer un desertor de dataDyne. En el proceso, descubre una conspiración entre la corporación más grande del mundo, dataDyne, y un grupo de Skedars, extraterrestres que han establecido una guerra interestelar contra otra raza alienígena conocida como los Maians. Los conspiradores planean robar una mega arma de una nave espacial estrellada en el fondo del océano de la Tierra y usarla contra el mundo natal de Maian. Sin embargo, sin el conocimiento de dataDyne, Skedar también tiene la intención de probar el arma en la Tierra, destruyéndola en el proceso. Con la ayuda de un guardaespaldas de Maian, Joanna logra localizar la mega arma y destruirla. Luego, ayuda a los Maians a lanzar un contraataque contra el mundo natal de Skedar, eliminando a su Sumo Sacerdote, lo que da un golpe devastador a la moral.
Joanna regresa en un juego de Game Boy Color, que se desarrolla un año antes del título de Nintendo 64. Habiendo completado su entrenamiento con éxito y ganado la confianza del líder del Instituto, Daniel Carrington, Joanna es enviada a la jungla sudamericana, donde debe destruir una instalación ilegal de fabricación de cyborgs. En el proceso, fue testigo del derribo de un avión y tomó nota de las coordenadas. Como resultado, se le ordena investigar el lugar del accidente, donde finalmente descubre que los restos pertenecían al Skedar. En represalia, el Instituto es asaltado por un equipo de ataque de dataDyne para destruir cualquier pista de la conspiración, pero Joanna finalmente lo detiene.
La precuela Perfect Dark Zero de 2005 tiene lugar tres años antes de los acontecimientos del juego de Nintendo 64, donde Joanna es una cazarrecompensas que trabaja con su padre Jack. En su primera misión, rescatan a un científico llamado Zeigler de las manos de un Tríada señor del crimen con base en Hong Kong. Zeigler descubrió un artefacto antiguo en África que dota a las personas de poderes sobrehumanos, insinuado que fue construido por los Maians. Sin embargo, Zeigler muere poco después y DataDyne captura a Jack, que también está interesado en el artefacto. Más tarde, Joanna logra rescatarlo del palacio de Zhang Li, el secreto fundador de dataDyne, pero Jack finalmente es asesinado por la hija de Zhang Li, Mai Hem. Joanna luego encuentra que sus objetivos coinciden con los del Instituto Carrington. Aprovechando sus recursos, Joanna venga la muerte de su padre al matar a Mai Hem y luego a Zhang Li, quien usó el artefacto en sí mismo.

### En otros medios
Joanna Dark es la principal protagonista de las novelas y cómics Perfect Dark. En la primera novela, "Vector inicial", ambientada seis meses después de "Perfect Dark Zero", Joanna se encuentra viviendo en los terrenos del Instituto Carrington y debe aprender a confiar en Daniel Carrington, además de descubrir una conspiración que puede influir en la elección del nuevo CEO de dataDyne. La segunda novela, Second Front, sigue a Joanna mientras intenta detener a un grupo clandestino de piratas informáticos responsables de algunos accidentes importantes que permitieron que dataDyne se hiciera cargo de las corporaciones involucradas. Janus' Tears, un cómic estadounidense de seis números que se sitúa entre ambas novelas, se centra en los intentos de Joanna de desenmascarar a un topo en la oficina de Los Ángeles del Instituto Carrington.

## Impacto cultural

### Promoción y mercadería

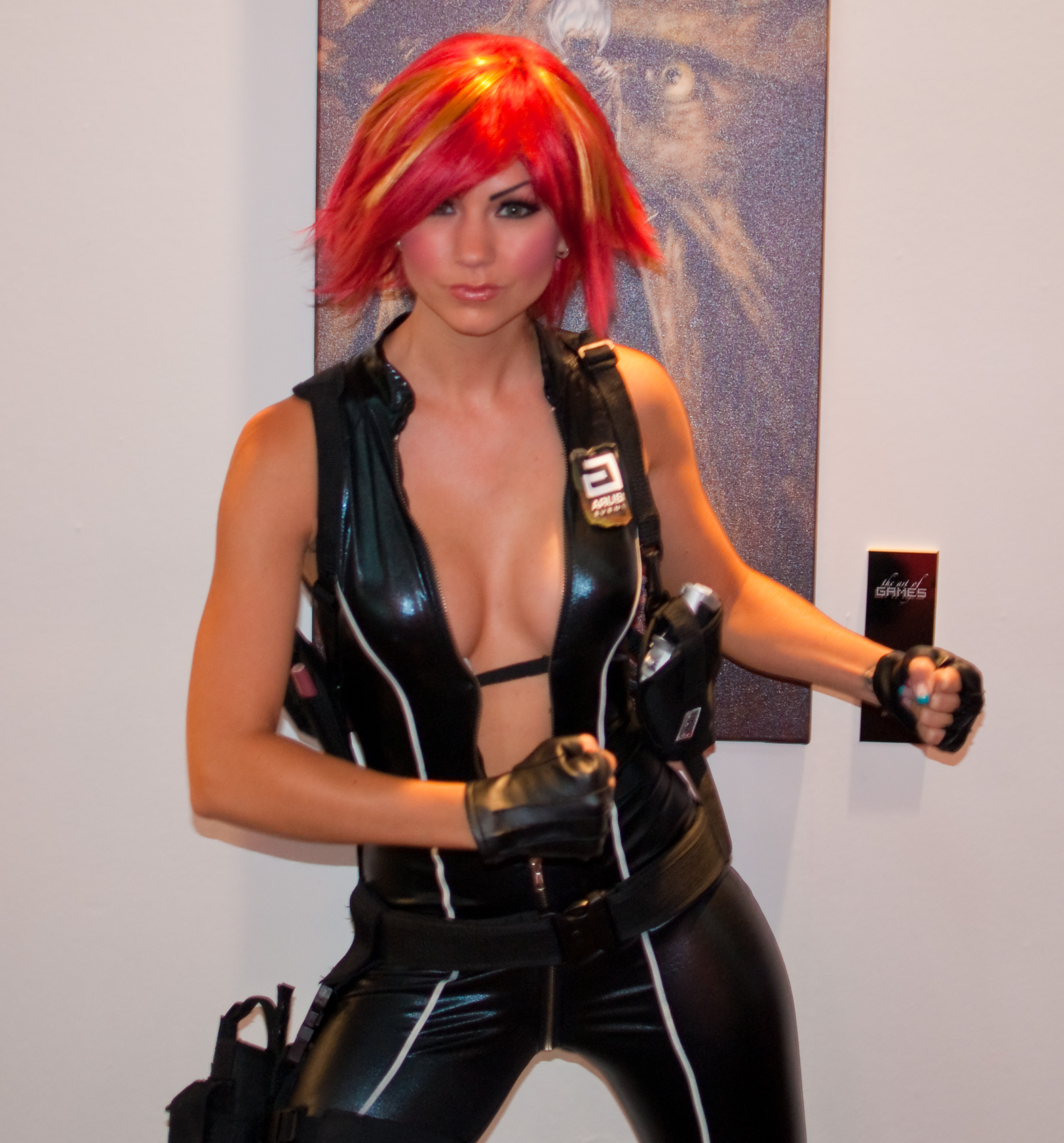
Una modelo promocional vestida como Joanna Dark en gamescom 2010

En 2000, la modelo estadounidense Michele Merkin interpretó al personaje en comerciales y promociones en tiendas para el cartucho del juego de Nintendo 64. In 2001, En 2001, Blue Box Toys produjo una figura de acción de 12 pulgadas basada en su aparición en el juego de N64. La figura venía con varias armas del juego y estaba disponible en dos looks: uno vestido con un traje antibalas y el otro con un mono de cuero negro.

### Recepción
Joanna Dark es uno de los personajes más conocidos de Rare. En 2007, Tom's Games la incluyó en la lista de los 50 mejores personajes femeninos en la historia de los videojuegos, llamándola "las tres Charlie's Angels en uno" y afirmando que debería ser interpretada por Jessica Biel. En 2008, Spike presentó a Joanna Dark en el sexto lugar de su lista de "Las mejores zorras de videojuegos". y The Age la clasificó como el vigésimo personaje más grande de Xbox de todos los tiempos, aunque su Perfect Dark Zero "puede no haber sido la mejor entrada para ella a diferencia del primer juego para las consolas Nintendo". En 2013, Scott Marley de "Daily Record" la clasificó como el tercer personaje femenino de videojuegos más atractivo. En 2015, Thanh Niên clasificó a esta "espía perfecta" como el quinto personaje femenino de videojuegos más sexy. El sitio web GamingBolt nombró el aspecto animado de Joanna en Perfect Dark Zero como quinto en su lista de "Peores diseños de personajes de videojuegos que no les gustaron por completo a los jugadores", afirmando que el cambio "no hizo nada por su personaje".
Entertainment Weekly eligió a Joanna Dark como el decimocuarto personaje de videojuego más genial, y agregó que "[c]uando James Bond se va a dormir, sueña con ser Joanna Dark". En 2013, Darren Franich de "Entertainment Weekly" la incluyó como una de las "15 mujeres geniales en los videojuegos", afirmando que "Joanna fue una heroína destacada en un género que tiende, incluso ahora, hacia la hipermasculinidad". A pesar de esto, Joanna también fue criticada por el autor de Trigger Happy Steven Poole, quien describió el diseño de su personaje como "un intento descarado y condenado de robar el protagonismo de Lara Croft", y argumentó que ilustró los desafíos de caracterizar a los protagonistas de los juegos de disparos en primera persona. En 2018, los editores de GamesRadar+ declararon que Joanna era uno de sus personajes más buscados para la serie de videojuegos de lucha cruzada Super Smash Bros.. En 2021, Chris Morgan de Yardbarker describió a Joanna como uno de "los personajes más memorables de los juegos de Nintendo de la vieja escuela".